# 庫克里冰原島峰

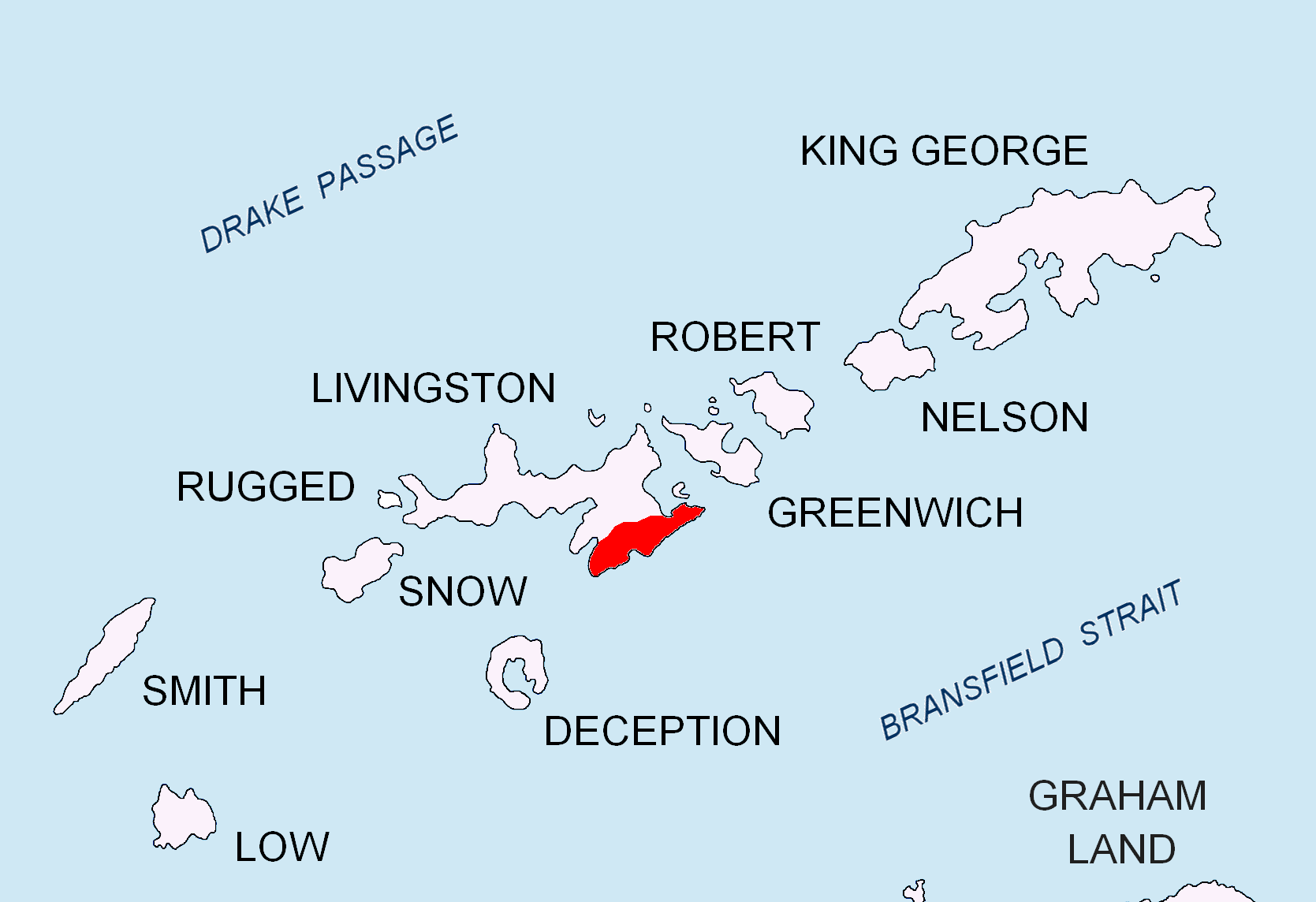

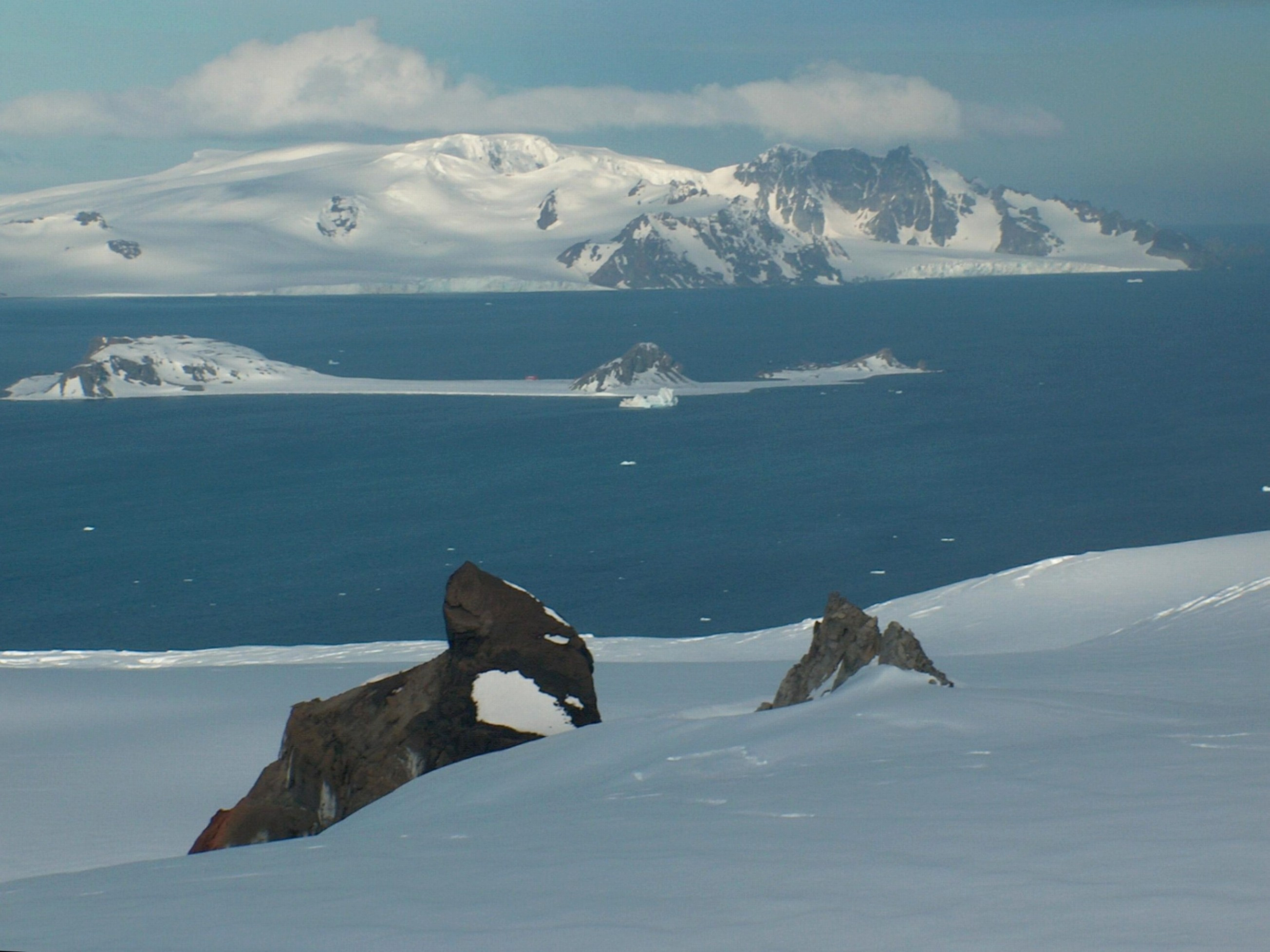

庫克里冰原島峰是南極洲的冰原島峰，位於南設得蘭群島的利文斯頓島，海拔高度320米，處於庫茲馬海穹以東3.76公里、內斯蒂納里冰原島峰以北0.89公里、阿塔納索夫冰原島峰東南面2.68公里和戈德奇冰原島峰以西1.97公里。

## 外部連結
- SCAR Composite Gazetteer of Antarctica（页面存档备份，存于）